# Самарский (Челябинская область)
Самарский — посёлок в Верхнеуральском районе Челябинской области России. Входит в состав Форштадтского сельского поселения.
Основан в 1920-х годах выходцами из Самарской губернии.

## География
Расположен на реке Узельге, в 15 км к северу от районного центра города Верхнеуральска. В 2007 году в посёлке был построен мост через рек Узельгу, в 2008 году пущена асфальтированная региональная автодорога 75К-606, соединившая посёлок с центром сельского поселения селом Форштадт и городом Верхнеуральском.

## Население
| 2002 | 2010 |
| ---- | ---- |
| 272  | ↘206 |